# Axvall
Axvall est une localité de Suède située dans la commune de Skara du comté de Västra Götaland. Elle couvre une superficie de 1,1 km2. En 2010, elle compte 1 186 habitants. Un Musée de chars s'y trouve.